# Curt Nimuendajú
Curt Nimuendajú, nascut Curt Unckel (Jena, 17 d'abril de 1883 — Santa Rita do Weil, São Paulo de Olivença, 10 de desembre de 1945), va ser un etnòleg, antropòleg i escriptor germànic-brasiler. Els seus treballs són fonamentals per la comprensió de la religió i cosmogonia dels guaranís.

## Primers anys
Va néixer el 17 d'abril de 1883 a Jena, Alemanya. A curta edat es va quedar orfe. Sent escolar, Curt va organitzar amb alguns companys una “colla d'indis”, que jugaven en els boscos de Jena. D'aquí li va néixer el desig d'algun dia viure amb els indígenes. Va acabar la secundària i va entrar a treballar a la fàbrica Carl Zeiss. Passava moltes hores estudiant mapes i llegint tot el que a la biblioteca de la fàbrica hi havia sobre els indis de l'Amèrica del Nord i del Sud. El seu gran somni era emigrar al Brasil, i va arribar a realitzar-lo amb l'ajut de la seva germanastra, que es va fer professora i va poder solucionar així les despeses del viatge.

## Al Brasil
Va voler el destí que en 1905, a penes dos anys després de la seva arribada al Brasil, Curt Unckel prengués contacte amb els guaranís de l'interior del Estat de São Paulo; una tribu sobre la qual existia abundant literatura, que es remuntava fins al segle xvi, però la religió del qual era malgrat això molt mal coneguda. El jove investigador, bastant familiaritzat amb els textos etnològics, no va trigar a verificar que estaria en condicions de presentar al món científic molts coneixements nous i importants sobre aquest poble. El nom de Nimuendajú ("aquell que va saber obrir el seu propi camí en aquest món i va conquistar el seu lloc"), li va ser imposat pels guaranís. En poc temps el foraster va aprendre la llengua i va captar la confiança dels aborígens. Va adoptar el cognom Nimuendajú en nacionalitzar-se brasiler en 1921.

## Recerques
Les seves publicacions sobre els indígenes comprenen prop de seixanta títols entre monografies, relatorios, articles i vocabularis. En 1910 es publica la seva primera obra “Nimongarai”, al periòdic “Deustche Zeitung” de São Paulo. El 1914, a Berlín, publica s la revista “Zeitschrift für Ethnologie”, un treball en el qual descriu la mitologia i la religió dels apapokúva, obra que més tard, en 1944, mitjançant una traducció del savi paraguaià Juan Francisco Recalde, es va publicar amb el nom de “Los mitos de creación y de destrucción del mundo”; sens dubte, l'obra mestra de Nimuendaju.
Va estudiar mitjançant treball de camp i recerca bibliogràfica diversos pobles indígenes, especialment els de la macrofamília gê, així com també els Apapocuva-Guaraní, tikuna, kaingang, apinaye, xerente i wanano. Les seves publicacions van representar, en paraules d'un escriptor recent, "la base indispensable de la qual dotzenes de tesis doctorals i llibres han estat elaborats per antropòlegs brasilers i americans".

## Defunció

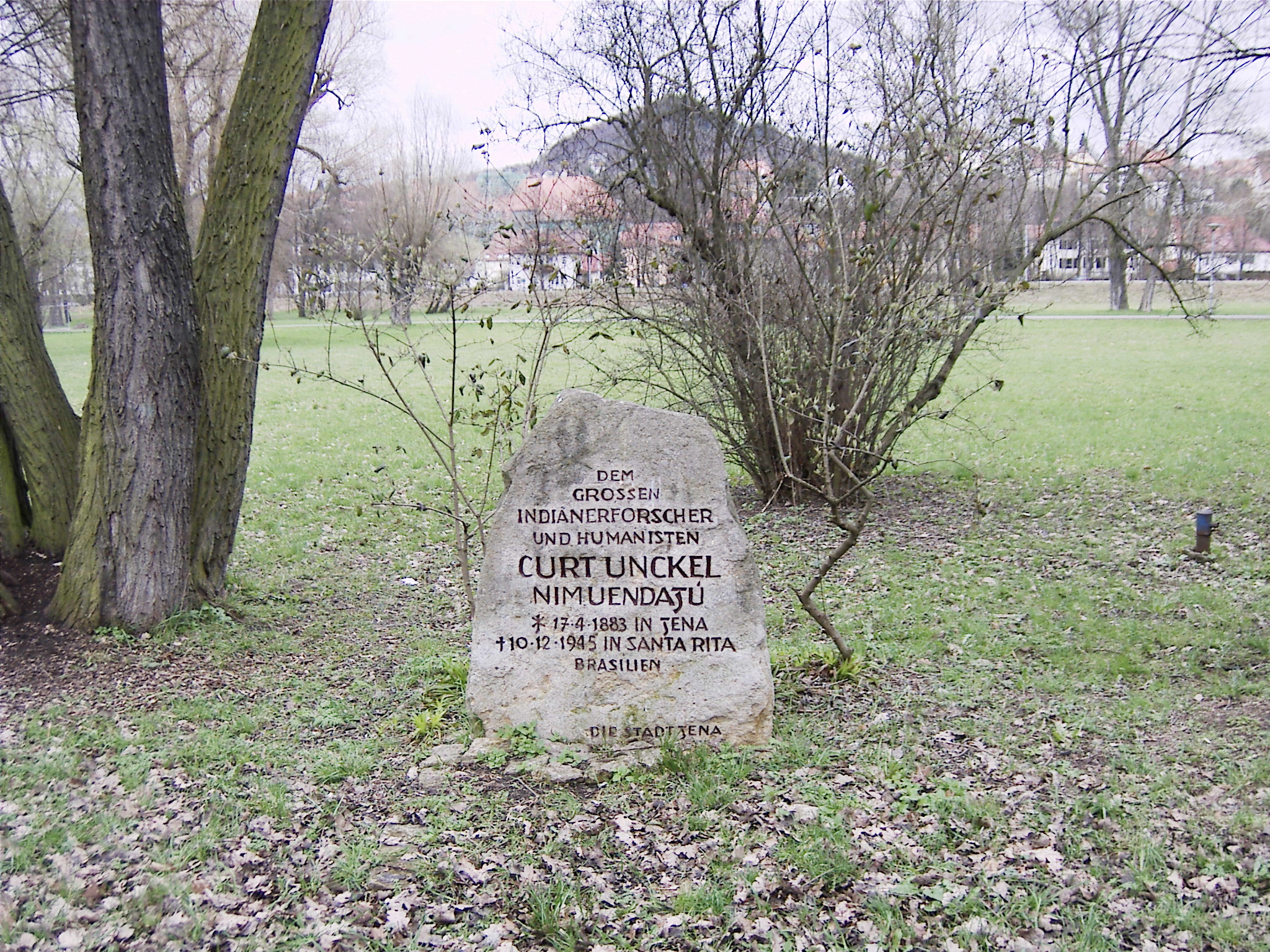
Estela commemorativa en un parc de la seva ciutat natal, Jena (Alemanya).

Va morir el 10 de desembre de 1945, en un llogaret dels tikuna, al poblat de Santa Rita do Weil, al alt Solimões, municipi de São Paulo de Olivença, Amazones.